# Шютцен-ам-Гебірге
Шютцен-ам-Гебірге (нім. Schützen am Gebirge) — політична громада в політичному окрузі Айзенштадт-Умгебунг федеральної землі Бургенланд, в Австрії.
Шютцен-ам-Гебірге лежить на висоті  130 м над рівнем моря і займає площу  21,2 км². Громада налічує 1419 мешканців. 
Густота населення 67 осіб/км².  
|                                            |
| Шютцен-ам-Гебірге на мапі округу та землі. |

 Адреса управління громади: Dorfplatz 1, 7081 Schützen am Gebirge.

## Демографія
Історична динаміка населення міста за даними сайту Statistik Austria

## Виноски
1. ↑  Dauersiedlungsraum der Gemeinden Politischen Bezirke und Bundesländer - Gebietsstand 1.1.2018 — Статистичне управління Австрії.
2. ↑  Статистичне управління Австрії Bevölkerung am 1.1.2021 nach Ortschaften (Gebietsstand 1.1.2021)
3. ↑  www.schuetzen-am-gebirge.com. Архів оригіналу за 12 січня 2012. Процитовано 14 травня 2019.
4. ↑  Gemeindedaten von Schützen am Gebirge. Архів оригіналу за 14 липня 2014. Процитовано 1 листопада 2013.

| Австрія | Це незавершена стаття з географії Австрії. Ви можете допомогти проєкту, виправивши або дописавши її. |